# Sanys umbrigens
Sanys umbrigens là một loài bướm đêm trong họ Erebidae.